# Augusto Magli
Augusto Magli (9. březen 1923 Molinella, Italské království – 31. říjen 1998 São Paulo, Brazílie) byl italský fotbalový obránce.
Nejvíce utkání za svoji kariéry odehrál za Fiorentinu, kdy během 11 sezon odehrál 250 utkání. Nejlepšího umístění bylo 3. místo v lize v sezoně 1953/54. Později v sezoně 1955/56 vyhrál druhou ligu s Udinese. Kariéru ukončil v roce 1958 v dresu AS Řím.
Za reprezentaci odehrál jedno utkání na MS 1950 proti Švédsku (2:3).

## Hráčská statistika
| Sezóna            | Klub              | Liga              | Liga   | Liga | Ligové poháry | Ligové poháry | Ligové poháry | Kontinentální poháry | Kontinentální poháry | Kontinentální poháry | Celkem | Celkem |
| Sezóna            | Klub              | Soutěž            | Zápasy | Góly | Soutěž        | Zápasy        | Góly          | Soutěž               | Zápasy               | Góly                 | Zápasy | Góly   |
| ----------------- | ----------------- | ----------------- | ------ | ---- | ------------- | ------------- | ------------- | -------------------- | -------------------- | -------------------- | ------ | ------ |
| 1941/42           | Fiorentina        | Serie A           | 1      | 0    | -             | 0             | 0             | -                    | 0                    | 0                    | 1      | 0      |
| 1942/43           | Fiorentina        | Serie A           | 2      | 0    | -             | 0             | 0             | -                    | 0                    | 0                    | 2      | 0      |
| 1945/46           | Fiorentina        | 1. divize         | 19     | 1    | -             | 0             | 0             | -                    | 0                    | 0                    | 19     | 1      |
| 1946/47           | Fiorentina        | Serie A           | 23     | 1    | -             | 0             | 0             | -                    | 0                    | 0                    | 23     | 1      |
| 1947/48           | Fiorentina        | Serie A           | 34     | 1    | -             | 0             | 0             | -                    | 0                    | 0                    | 34     | 1      |
| 1948/49           | Fiorentina        | Serie A           | 36     | 3    | -             | 0             | 0             | -                    | 0                    | 0                    | 36     | 3      |
| 1949/50           | Fiorentina        | Serie A           | 32     | 2    | -             | 0             | 0             | -                    | 0                    | 0                    | 32     | 2      |
| 1950/51           | Fiorentina        | Serie A           | 36     | 0    | -             | 0             | 0             | -                    | 0                    | 0                    | 36     | 0      |
| 1951/52           | Fiorentina        | Serie A           | 26     | 0    | -             | 0             | 0             | -                    | 0                    | 0                    | 26     | 0      |
| 1952/53           | Fiorentina        | Serie A           | 31     | 0    | -             | 0             | 0             | -                    | 0                    | 0                    | 31     | 0      |
| 1953/54           | Fiorentina        | Serie A           | 7      | 0    | -             | 0             | 0             | -                    | 0                    | 0                    | 7      | 0      |
| 1954/55           | Udinese           | Serie A           | 26     | 0    | -             | 0             | 0             | -                    | 0                    | 0                    | 26     | 0      |
| 1955/56           | Udinese           | Serie B           | 34     | 3    | -             | 0             | 0             | -                    | 0                    | 0                    | 34     | 3      |
| 1956/57           | Udinese           | Serie A           | 29     | 0    | -             | 0             | 0             | -                    | 0                    | 0                    | 29     | 0      |
| 1957/58           | Řím               | Serie A           | 31     | 1    | IP            | 4             | 0             | -                    | 0                    | 0                    | 35     | 1      |
| Celkově V Serii A | Celkově V Serii A | Celkově V Serii A | 405    | 15   | -             | 4             | 0             | -                    | 0                    | 0                    | 371    | 15     |

## Úspěchy

### Klubové
- 1x vítěz 2. italské ligy (1955/56)

### Reprezentační
- 1x na MS (1950)